# Acushnet (Massachusetts)
Acushnet es un pueblo ubicado en el condado de Bristol en el estado estadounidense de Massachusetts. En el Censo de 2010 tenía una población de 10.303 habitantes y una densidad poblacional de 209,93 personas por km².

## Geografía
Acushnet se encuentra ubicado en las coordenadas 41°43′6″N 70°54′4″O / 41.71833, -70.90111. Según la Oficina del Censo de los Estados Unidos, Acushnet tiene una superficie total de 49.08 km², de la cual 47.72 km² corresponden a tierra firme y (2.77%) 1.36 km² es agua.

## Demografía
Según el censo de 2010, había 10.303 personas residiendo en Acushnet. La densidad de población era de 209,93 hab./km². De los 10.303 habitantes, Acushnet estaba compuesto por el 97.17% blancos, el 0.48% eran afroamericanos, el 0.16% eran amerindios, el 0.3% eran asiáticos, el 0% eran isleños del Pacífico, el 0.76% eran de otras razas y el 1.15% pertenecían a dos o más razas. Del total de la población el 1.16% eran hispanos o latinos de cualquier raza.